# Álvaro Arbeloa Coca
Álvaro Arbeloa Coca (Salamanca, 17 de gener de 1983) és un exfutbolista professional castellanolleonès que jugava com a lateral dret, encara que també pot jugar com a lateral esquerre.

## Carrera de club
Encara que va néixer a Salamanca, es va criar a Saragossa. Va començar a jugar a la seva escola, el Colegio Jesús-María El Salvador. Als 12 anys va entrar a les categories inferiors del Reial Saragossa, on juga fins a la temporada 2001/2002, quan va passar a formar part de l'equip juvenil del Reial Madrid.
La temporada 2003-04 va entrar en el Reial Madrid B, entrant en diverses convocatòries del primer equip i debutant a Primera Divisió el 16 d'octubre del 2004 al camp del Real Betis Balompié. Només va arribar a jugar dos partits a primera i dos més a la Copa del Rei.
A la temporada 2006-07 va fitxar pel Deportivo de La Coruña per 1,3 milions d'euros, restant-hi només mitja temporada i signant pel Liverpool FC al gener del 2007 per 4 milions.
Va debutar a la Premier League el 10 de febrer de 2007 contra el Newcastle United, i a la Lliga de Campions davant el FC Barcelona el 21 de febrer.
El 26 de març del 2008 va jugar el seu primer partit amb la Selecció nacional a un amistós contra Itàlia, substituint a Sergio Ramos. Va jugar també amb la selecció a l'Eurocopa 2008.
Actualment juga al Real Madrid, club al qual es va formar. El 13 de febrer de 2010 va marcar el seu primer gol a la lliga espanyola contra el Xerez CD a Chapin on els blancs es van imposar 0 a 3 i on Arbeloa va marcar el primer gol d'un partit que se li va complicar molt al Madrid.
El 27 de maig de 2013, entrà a la llista de 26 preseleccionats per Vicente del Bosque per disputar la Copa Confederacions 2013, i posteriorment el 2 de juny, entrà a la llista definitiva de convocats per aquesta competició.
A partir de 2014, Arbeloa va esdevenir un jugador de banqueta. La temporada 2015–16, va jugar només nou partits entre totes les competicions, dos dels quals en la Champions League que el club va guanyar per segon cop en tres anys; el 8 de maig de 2016, va confirmar que deixaria el club el 30 de juny.

## Palmarès

### Reial Madrid CF
- 1 Lliga de Campions de la UEFA: 2013–14
- 1 Supercopa d'Europa: 2014[13][14][15]
- 1 Campionat del món de clubs: 2014[16]
- 1 Lliga: 2011-12
- 2 Copes del Rei: 2010-11 i 2013-14
- 1 Supercopa d'Espanya: 2012

### Selecció espanyola
- 2 Eurocopes: 2008 i 2012
- 1 Copa del Món: 2010